# Physalaemus centralis
Physalaemus centralis és una espècie de granota que viu a Bolívia, el Brasil i Paraguai.
Està amenaçada d'extinció per la pèrdua del seu hàbitat natural.